# A hévízi Csokonai Vitéz Mihály Társaság Csokonai-díja
A hévízi Csokonai Vitéz Mihály Irodalmi és Művészeti Társaság Csokonai-díja 1995-től évenként egy személy részére átadásra kerülő díj az irodalmi és művészeti élet kiválósága számára. A Társaság 1985–1992 között Csokonai Asztaltársaság néven működött.
A díjat a Társaság éves összejövetelén elhangzott, bemutatott műalkotások alapján a jelenlevők titkos szavazással ítélik oda. A díjat, egy Csokonait ábrázoló plakettet minden évben más szobrász- vagy keramikusművész készíti.

## A díjazottak
- 1985 - Csengey Dénes
- 1986 - Takáts Gyula
- 1987 - Fodor András
  - - Papp Árpád
- 1988 - Fülöp Gábor (költő, Újvidék)
- 1989 - Ferdinandy György
- 1991 - Határ Győző (költő, London)
- 1994 - Kemenes Géfin László (költő, műfordító)
- 1995 - Péntek Imre
- 1996 – Zalán Tibor
- 1997 – Varga József (író, Lendva)
- 1998 – Tari István (író, költő, Óbecse)
- 1999 – András Sándor (író, költő, Washington)
- 2000 – Alexa Károly (irodalomkritikus, Budapest)
- 2001 – Tóth Éva (író, költő, műfordító, Budapest)
- 2002 – Kántor Lajos (író, költő, Kolozsvár)
- 2003 – nincs díjazott
- 2004 – Nagy Pál (író, műfordító, nyomdász, Párizs)
- 2005 – Zalán Tibor (író, költő, dramaturg, Budapest)
- 2006 – Gelencsér Ferenc (fotóművész, Székesfehérvár)
- 2007 – Kardos József (író, tanár, Keszthely)
- 2008 – Németh János (szobrászművész, Zalaegerszeg) – Kossuth-díjas
- 2009 – Szoliva János (költő, Nagykanizsa)
- 2010 – Péntek Imre (költő, Zalaegerszeg)
- 2011 – Tar Ferenc (tanár, Hévíz)
- 2012 – Csongrádiné Olasz Sára (gazdasági vezető, Hévíz)
- 2012 – Pugner Ilona (művelődésszervező, Hévíz)
- 2013 – Nyári Elek (prímás, Hévíz)
- 2014 – Dr. Horváth Béla (orvos, Hévíz)